# 哈嫩巴赫
哈嫩巴赫是德国莱茵兰-普法尔茨州的一个市镇。总面积2.79平方公里，总人口567人，其中男性294人，女性273人（2011年12月31日），人口密度203人/平方公里。